# Giải bóng đá Vô địch U-19 Quốc gia 2017
Giải bóng đá Vô địch U-19 Quốc gia 2017 là mùa giải thứ 12 của giải U19 Quốc gia do VFF tổ chức. Giải đấu này diễn ra theo hai giai đoạn, vòng loại sẽ khởi tranh từ ngày 4/1/2017 và kết thúc vào ngày 14/3/2017. Vòng chung kết diễn ra từ 21/3 đến ngày 31/3/2017 tại Sân vận động Quy Nhơn thuộc tỉnh Bình Định.

## Các đội bóng tham gia
18 đội bóng thi đấu vòng loại chia thành 3 bảng đấu:
- Bảng A: do Trung tâm thể thao Viettel đăng cai tổ chức, gồm 6 đội: FLC Thanh Hóa, Hà Nội, Nam Định, Sông Lam Nghệ An, Than Quảng Ninh, Viettel.
- Bảng B: do Sở Văn Hốa Thể thao Khánh Hoà đăng cai tổ chức, gồm 6 đội: Bình Thuận, Đăk Lăk, Khánh Hoà, Quảng Nam, SHB Đà Nẵng, Thừa Thiên Huế.
- Bảng C: do Quỹ đầu tư và phát triển tài năng bóng đá Việt Nam (PVF) đăng cai tổ chức, gồm 6 đội: Cần Thơ, Đồng Nai, Long An, PVF, Tây Ninh, Thành phố Hồ Chí Minh.

## Điều lệ
Độ tuổi các cầu thủ tham gia có ngày sinh nằm trong khoảng thời gian từ ngày 1 tháng 1 năm 1999 tới ngày 31 tháng 12 năm 2001.
Các Đội bóng thi đấu vòng tròn hai lượt (lượt đi - lượt về) tại địa phương đăng cai, tính điểm xếp hạng tại mỗi Bảng. Chọn 03 đội xếp thứ Nhất, 03 đội xếp thứ Nhì và 01 đội xếp thứ Ba có thành tích tốt nhất ở ba Bảng vào Vòng chung kết. Trong trường hợp số Đội tại các bảng không bằng nhau: khi so sánh các chỉ số để xác định 01 đội xếp thứ Ba có điểm và các chỉ số cao hơn vào Vòng chung kết, Ban tổ chức giải sẽ không tính kết quả của các trận đấu giữa Đội xếp thứ Ba gặp các Đội xếp cuối tại các bảng có số Đội nhiều hơn, sao cho số trận đấu của các Đội xếp thứ Ba giữa các bảng khi so sánh là bằng nhau.
Tám đội bóng bước vào vòng chung kết sẽ được chia thành hai bảng thi đấu vòng tròn 1 lượt chon 4 đội nhất nhì mỗi bảng vào bán kết. Hai đội thua Bán kết đồng xếp Hạng Ba, hai đội thắng Bán kết sẽ thi đấu trận Chung kết.
Thi đấu theo thể thức loại trực tiếp một trận ở vòng bán kết và trận chung kết, nếu sau thời gian thi đấu chính thức (90 phút) tỷ số hoà, sẽ thi đá luân lưu 11m để xác định đội thắng.

## Thời gian thi đấu
- Vòng loại:
  - Lượt đi: từ ngày 4/1 - 19/1/2017
  - Lượt về: từ ngày 1/3 - 14/3/2017
- Vòng chung kết:
  - Thời gian: Từ ngày 21 - 31/3/2017 tại Sân vận động Quy Nhơn thuộc tỉnh Bình Định.

## Vòng loại

### Bảng A
Tất cả các trận đấu lượt đi đều diễn ra trên sân tập của Trung tâm thể thao Viettel còn lượt về diễn ra trên Sân Trung tâm đào tạo bóng đá trẻ VN.
| Lượt đi | Lượt đi   | Lượt đi | Trận                 | Trận | Trận                 | Lượt về | Lượt về   | Lượt về |
| ------- | --------- | ------- | -------------------- | ---- | -------------------- | ------- | --------- | ------- |
| Vòng    | Ngày      | Tỷ số   | Đội 1                | -    | Đội 2                | Tỷ số   | Ngày      | Vòng    |
| Vòng 1  | 4/1/2017  | 6-0     | U19 Viettel          | -    | U19 Nam Định         | 5-1     | 2/3/2017  | Vòng 6  |
| Vòng 1  | 4/1/2017  | 0-2     | U19 FLC Thanh Hóa    | -    | U19 Hà Nội           | 0-4     | 2/3/2017  | Vòng 6  |
| Vòng 1  | 4/1/2017  | 1-3     | U19 Than Quảng Ninh  | -    | U19 Sông Lam Nghệ An | 1-2     | 2/3/2017  | Vòng 6  |
| Vòng 2  | 7/1/2017  | 2-0     | U19 Sông Lam Nghệ An | -    | U19 FLC Thanh Hóa    | 0-0     | 5/3/2017  | Vòng 7  |
| Vòng 2  | 7/1/2017  | 0-1     | U19 Hà Nội           | -    | U19 Viettel          | 2-0     | 5/3/2017  | Vòng 7  |
| Vòng 2  | 7/1/2017  | 1-0     | U19 Nam Định         | -    | U19 Than Quảng Ninh  | 5-1     | 5/3/2017  | Vòng 7  |
| Vòng 3  | 10/1/2017 | 2-1     | U19 Hà Nội           | -    | U19 Sông Lam Nghệ An | 0-1     | 9/3/2017  | Vòng 8  |
| Vòng 3  | 10/1/2017 | 2-2     | U19 FLC Thanh Hóa    | -    | U19 Nam Định         | 1-1     | 9/3/2017  | Vòng 8  |
| Vòng 3  | 10/1/2017 | 1-2     | U19 Than Quảng Ninh  | -    | U19 Viettel          | 0-2     | 9/3/2017  | Vòng 8  |
| Vòng 4  | 13/1/2017 | 0-1     | U19 Viettel          | -    | U19 Sông Lam Nghệ An | 2-1     | 11/3/2017 | Vòng 9  |
| Vòng 4  | 13/1/2017 | 0-5     | U19 Than Quảng Ninh  | -    | U19 FLC Thanh Hóa    | 1-2     | 11/3/2017 | Vòng 9  |
| Vòng 4  | 13/1/2017 | 0-2     | U19 Nam Định         | -    | U19 Hà Nội           | 0-1     | 11/3/2017 | Vòng 9  |
| Vòng 5  | 16/1/2017 | 4-0     | U19 Hà Nội           | -    | U19 Than Quảng Ninh  | 2-1     | 14/3/2017 | Vòng 10 |
| Vòng 5  | 16/1/2017 | 2-0     | U19 Sông Lam Nghệ An | -    | U19 Nam Định         | 1-1     | 14/3/2017 | Vòng 10 |
| Vòng 5  | 16/1/2017 | 2-1     | U19 Viettel          | -    | U19 FLC Thanh Hóa    | 1-2     | 14/3/2017 | Vòng 10 |

| Thứ tự | Đội              | Trận | Thắng | Hòa | Thua | Bàn thắng | Bàn thua | Hiệu số | Điểm |
| 1      | Hà Nội T&T       | 10   | 8     | 0   | 2    | 19        | 4        | 15      | 24   |
| 2      | Viettel          | 10   | 7     | 0   | 3    | 21        | 9        | 12      | 21   |
| 3      | Sông Lam Nghệ An | 10   | 6     | 2   | 2    | 14        | 7        | 7       | 20   |
| 4      | FLC Thanh Hoá    | 10   | 3     | 3   | 4    | 13        | 15       | -2      | 12   |
| 5      | Nam Định         | 10   | 2     | 3   | 5    | 11        | 21       | -10     | 9    |
| 6      | Than Quảng Ninh  | 10   | 0     | 0   | 10   | 6         | 28       | -22     | 0    |

### Bảng B
Tất cả các trận đấu đều diễn ra trên sân vận động 19 tháng 8 của Khánh Hòa.
| Lượt đi | Lượt đi   | Lượt đi | Trận                   | Trận | Trận                   | Lượt về | Lượt về   | Lượt về |
| ------- | --------- | ------- | ---------------------- | ---- | ---------------------- | ------- | --------- | ------- |
| Vòng    | Ngày      | Tỷ số   | Đội 1                  | -    | Đội 2                  | Tỷ số   | Ngày      | Vòng    |
| Vòng 1  | 4/1/2017  | 3-1     | U19 Sanatech Khánh Hòa | -    | U19 Bình Thuận         | 4-0     | 1/3/2017  | Vòng 6  |
| Vòng 1  | 4/1/2017  | 1-0     | U19 Đắk Lắk            | -    | U19 Quảng Nam          | 0-2     | 1/3/2017  | Vòng 6  |
| Vòng 1  | 4/1/2017  | 3-0     | U19 Thừa Thiên Huế     | -    | U19 SHB Đà Nẵng        | 0-1     | 1/3/2017  | Vòng 6  |
| Vòng 2  | 7/1/2017  | 0-3     | U19 SHB Đà Nẵng        | -    | U19 Đắk Lắk            | 2-1     | 5/3/2017  | Vòng 7  |
| Vòng 2  | 7/1/2017  | 1-2     | U19 Quảng Nam          | -    | U19 Sanatech Khánh Hòa | 2-0     | 5/3/2017  | Vòng 7  |
| Vòng 2  | 7/1/2017  | 0-2     | U19 Bình Thuận         | -    | U19 Thừa Thiên Huế     | 0-1     | 5/3/2017  | Vòng 7  |
| Vòng 3  | 10/1/2017 | 5-1     | U19 Quảng Nam          | -    | U19 SHB Đà Nẵng        | 2-1     | 8/3/2017  | Vòng 8  |
| Vòng 3  | 10/1/2017 | 2-2     | U19 Đắk Lắk            | -    | U19 Bình Thuận         | 5-1     | 8/3/2017  | Vòng 8  |
| Vòng 3  | 10/1/2017 | 0-1     | U19 Thừa Thiên Huế     | -    | U19 Sanatech Khánh Hòa | 1-0     | 8/3/2017  | Vòng 8  |
| Vòng 4  | 13/1/2017 | 1-1     | U19 Sanatech Khánh Hòa | -    | U19 SHB Đà Nẵng        | 1-0     | 11/3/2017 | Vòng 9  |
| Vòng 4  | 13/1/2017 | 3-1     | U19 Thừa Thiên Huế     | -    | U19 Đắk Lắk            | 2-2     | 11/3/2017 | Vòng 9  |
| Vòng 4  | 13/1/2017 | 0-0     | U19 Bình Thuận         | -    | U19 Quảng Nam          | 1-1     | 11/3/2017 | Vòng 9  |
| Vòng 5  | 16/1/2017 | 1-5     | U19 Quảng Nam          | -    | U19 Thừa Thiên Huế     | 0-0     | 14/3/2017 | Vòng 10 |
| Vòng 5  | 16/1/2017 | 7-1     | U19 SHB Đà Nẵng        | -    | U19 Bình Thuận         | 6-0     | 14/3/2017 | Vòng 10 |
| Vòng 5  | 16/1/2017 | 4-1     | U19 Sanatech Khánh Hòa | -    | U19 Đắk Lắk            | 0-0     | 14/3/2017 | Vòng 10 |

| Thứ tự | Đội                    | Trận | Thắng | Hòa | Thua | Bàn thắng | Bàn thua | Hiệu số | Điểm |
| 1      | U19 Thừa Thiên Huế     | 10   | 6     | 2   | 2    | 17        | 6        | 11      | 20   |
| 2      | U19 Sanatech Khánh Hòa | 10   | 6     | 2   | 2    | 16        | 7        | 9       | 20   |
| 3      | U19 Quảng Nam          | 10   | 4     | 3   | 3    | 14        | 11       | 3       | 15   |
| 4      | U19 SHB Đà Nẵng        | 10   | 4     | 1   | 5    | 19        | 17       | 2       | 13   |
| 5      | U19 Đắk Lắk            | 10   | 3     | 3   | 4    | 16        | 16       | 0       | 12   |
| 6      | U19 Bình Thuận         | 10   | 0     | 3   | 7    | 6         | 31       | -25     | 3    |

### Bảng C
Tất cả các trận đấu đều diễn ra trên sân tập Thành Long của PVF.
| Lượt đi | Lượt đi   | Lượt đi | Trận                      | Trận | Trận                      | Lượt về | Lượt về   | Lượt về |
| ------- | --------- | ------- | ------------------------- | ---- | ------------------------- | ------- | --------- | ------- |
| Vòng    | Ngày      | Tỷ số   | Đội 1                     | -    | Đội 2                     | Tỷ số   | Ngày      | Vòng    |
| Vòng 1  | 4/1/2017  | 0-3     | U19 Đồng Nai              | -    | U19 Thành phố Hồ Chí Minh | 0-0     | 2/3/2017  | Vòng 6  |
| Vòng 1  | 4/1/2017  | 1-2     | U19 Cần Thơ               | -    | U19 Long An               | 5-4     | 2/3/2017  | Vòng 6  |
| Vòng 1  | 4/1/2017  | 5-0     | U19 PVF                   | -    | U19 Tây Ninh              | 5-0     | 2/3/2017  | Vòng 6  |
| Vòng 2  | 7/1/2017  | 2-6     | U19 Long An               | -    | U19 PVF                   | 0-4     | 5/3/2017  | Vòng 7  |
| Vòng 2  | 7/1/2017  | 2-2     | U19 Thành phố Hồ Chí Minh | -    | U19 Cần Thơ               | 2-2     | 5/3/2017  | Vòng 7  |
| Vòng 2  | 7/1/2017  | 0-0     | U19 Tây Ninh              | -    | U19 Đồng Nai              | 1-2     | 5/3/2017  | Vòng 7  |
| Vòng 3  | 10/1/2017 | 3-2     | U19 Long An               | -    | U19 Thành phố Hồ Chí Minh | 3-3     | 8/3/2017  | Vòng 8  |
| Vòng 3  | 10/1/2017 | 3-1     | U19 Cần Thơ               | -    | U19 Tây Ninh              | 2-0     | 8/3/2017  | Vòng 8  |
| Vòng 3  | 10/1/2017 | 0-5     | U19 Đồng Nai              | -    | U19 PVF                   | 0-3     | 8/3/2017  | Vòng 8  |
| Vòng 4  | 13/1/2017 | 4-0     | U19 PVF                   | -    | U19 Thành phố Hồ Chí Minh | 6-0     | 11/3/2017 | Vòng 9  |
| Vòng 4  | 13/1/2017 | 1-0     | U19 Đồng Nai              | -    | U19 Cần Thơ               | 0-2     | 11/3/2017 | Vòng 9  |
| Vòng 4  | 13/1/2017 | 0-1     | U19 Tây Ninh              | -    | U19 Long An               | 3-4     | 11/3/2017 | Vòng 9  |
| Vòng 5  | 16/1/2017 | 3-2     | U19 Long An               | -    | U19 Đồng Nai              | 4-2     | 14/3/2017 | Vòng 10 |
| Vòng 5  | 16/1/2017 | 3-1     | U19 Thành phố Hồ Chí Minh | -    | U19 Tây Ninh              | 0-3     | 14/3/2017 | Vòng 10 |
| Vòng 5  | 16/1/2017 | 5-2     | U19 PVF                   | -    | U19 Cần Thơ               | 5-0     | 14/3/2017 | Vòng 10 |

| Thứ tự | Đội                       | Trận | Thắng | Hòa | Thua | Bàn thắng | Bàn thua | Hiệu số | Điểm |
| 1      | U19 PVF                   | 10   | 10    | 0   | 0    | 48        | 4        | 44      | 30   |
| 2      | U19 Long An               | 10   | 6     | 1   | 3    | 26        | 28       | -2      | 19   |
| 3      | U19 Cần Thơ               | 10   | 4     | 2   | 4    | 19        | 22       | -3      | 14   |
| 4      | U19 Thành phố Hồ Chí Minh | 10   | 2     | 4   | 4    | 15        | 24       | -9      | 10   |
| 5      | U19 Đồng Nai              | 10   | 2     | 2   | 6    | 7         | 21       | -14     | 8    |
| 6      | U19 Tây Ninh              | 10   | 1     | 1   | 8    | 9         | 25       | -16     | 4    |

### Bảng so sánh các đội xếp thứ ba vòng loại
| Thứ tự | Đội                  | Trận | Thắng | Hòa | Thua | Bàn thắng | Bàn thua | Hiệu số | Điểm | Thành tích         |
| 1      | U19 Sông Lam Nghệ An | 10   | 6     | 2   | 2    | 14        | 7        | +7      | 20   | Vào vòng chung kết |
| 2      | U19 Quảng Nam        | 10   | 4     | 3   | 3    | 14        | 11       | +3      | 15   |                    |
| 3      | U19 Cần Thơ          | 10   | 4     | 2   | 4    | 19        | 22       | -3      | 14   |                    |

## Vòng chung kết

### Vòng bảng

#### Bảng A
Kết quả bốc thăm bảng A có các đội: U19 Thừa Thiên Huế, U19 Bình Định, U19 Viettel và U19 Long An.
| VT | Đội                | ST | T | H | B | BT | BB | HS  | Đ | Giành quyền tham dự      |
| -- | ------------------ | -- | - | - | - | -- | -- | --- | - | ------------------------ |
| 1  | U19 Viettel        | 3  | 3 | 0 | 0 | 13 | 3  | +10 | 9 | Vòng bán kết             |
| 2  | U19 Thừa Thiên Huế | 3  | 2 | 0 | 1 | 5  | 4  | +1  | 6 | Vòng bán kết             |
| 3  | U19 Bình Định      | 3  | 1 | 0 | 2 | 8  | 5  | +3  | 3 | Không vượt qua vòng bảng |
| 4  | U19 Long An        | 3  | 0 | 0 | 3 | 2  | 15 | −13 | 0 | Không vượt qua vòng bảng |

| 21 tháng 3 năm 2017 | U19 Bình Định   | 1 - 2 | U19 Thừa Thiên Huế                                     | Sân vận động Quy Nhơn                         |  |
| 16:00               | Ngô Tấn Tài 43' |       | Nguyên An 3' · Trần Thế Phong (21) 64' · Võ Đức Bảo 1' | Lượng khán giả: 4.000 Trọng tài: Vũ Phúc Hoan |  |

| 21 tháng 3 năm 2017 | U19 Viettel | 8 - 0 | U19 Long An | Sân vận động Quy Nhơn    |  |
| 16:30               | Trần Minh Hiếu (14) 3' 80' · Nhâm Mạnh Dũng (8) 15' 50' 60' · Trần Danh Trung (22) 28', 42', 55' · Nguyễn Kim Nhật (26) 66' |       |             | Trọng tài: Trần Văn Khỏe |  |

| 23 tháng 3 năm 2017 | U19 Thừa Thiên Huế | 2 - 3 | U19 Viettel                                              | Sân vận động Quy Nhơn    |  |
| 15:30               | Lê Trọng Tuấn Anh (22) 35' · Lê Quốc Cường (9) 45+1' Lê Quốc Cường (9) 40' · Huỳnh Hiếu (8) 51' · Nguyễn An (5) 90+2' |       | Trần Danh Trung (22) 43', 67' · Nguyễn Xuân Kiên (4) 87' | Trọng tài: Trần Văn Điền |  |

| 23 tháng 3 năm 2017 | U19 Long An | 2 - 6 | U19 Bình Định                                                                                              | Sân vận động Quy Nhơn   |  |
| 18:00               | Cù Nguyễn Khánh (8) 20' · Đỗ Thành Công (5) 51' · Phạm Xuân Tiến (6) 56' · Đỗ Thành Công (5) 73' · Nguyễn Thanh Tuấn (14) 80' |       | Dương Vũ Linh (21) 22', 46', 69' · Ngô Tấn Tài (10) 63', 84' · Bùi Duy Nam (15) 75' Nguyễn Văn Lộc (8) 68' | Trọng tài: Vũ Phúc Hoan |  |

| 25 tháng 3 năm 2017 | U19 Bình Định        | 1-2 | U19 Viettel | Sân vận động Quy Nhơn                        |  |
| 15:30               | Ngô Tấn Tài (10) 85' |     | Trần Danh Trung (22) 2' · Nguyễn Xuân Kiên (4) 70' · Lê Công Đức (27) 35' · Lê Xuân Trung (11) 36' · Nguyễn Sỹ Chiến (9) 90' | Lượng khán giả: 4,000 Trọng tài: Hà Văn Thức |  |

| 25 tháng 3 năm 2017 | U19 Thừa Thiên Huế | 1-0 | U19 Long An          | Sân vận động Tây Sơn     |  |
| 15:30               | Nguyễn An (5) 60'  |     | Phạm Chí Tài (4) 65' | Trọng tài: Trần Văn Điền |  |

#### Bảng B
Kết quả bốc thăm bảng A có các đội: U19 Hà Nội, U19 PVF, U19 Sanatech Khánh Hòa và U19 Sông Lam Nghệ An.

| VT | Đội                    | ST | T | H | B | BT | BB | HS | Đ | Giành quyền tham dự      |
| -- | ---------------------- | -- | - | - | - | -- | -- | -- | - | ------------------------ |
| 1  | U19 Hà Nội             | 3  | 2 | 1 | 0 | 3  | 1  | +2 | 7 | Vòng bán kết             |
| 2  | U19 PVF                | 3  | 1 | 1 | 1 | 5  | 3  | +2 | 4 | Vòng bán kết             |
| 3  | U19 Sông Lam Nghệ An   | 3  | 1 | 1 | 1 | 3  | 3  | 0  | 4 | Không vượt qua vòng bảng |
| 4  | U19 Sanatech Khánh Hòa | 3  | 0 | 1 | 2 | 1  | 5  | −4 | 1 | Không vượt qua vòng bảng |

| 21 tháng 3 năm 2017 | U19 Hà Nội                                                                | 2 - 1 | U19 PVF                                                                     | Sân vận động Quy Nhơn  |  |
| 15:30               | Trần Văn Công (37) 39' · Lê Văn Nam (9) 71' · Bùi Hoàng Việt Anh (20) 65' |       | Phạm Văn Nam (25) 19' · Phan Bá Hoàng (2) 25' · Nguyễn Hồng Sơn (6) 70' 88' | Trọng tài: Hà Văn Thức |  |

| 22 tháng 3 năm 2017 | U19 Sanatech Khánh Hòa                                                    | 1 - 2 | U19 Sông Lam Nghệ An                          | Sân vận động Quy Nhơn    |  |
| 18:00               | Trần Phương Hiền (13) 67' Ngô Văn Dũng (19) 24' · Nguyễn Tấn Việt (9) 39' |       | Mai Sỹ Hoàng (17) 17' · Trần Tiến Anh (9) 34' | Trọng tài: Trần Mạnh Hải |  |

| 24 tháng 3 năm 2017 | U19 PVF                                                                         | 3 - 0 | U19 Sanatech Khánh Hòa | Sân vận động Quy Nhơn    |  |
| 15:30               | Phạm Ngô Tấn Tài (9) 8' · Nguyễn Đức Lợi (12) 43' 90+1' · Phạm Quốc Nam (3) 88' |       | Trần Văn Trang (6) 84' | Trọng tài: Trần Văn Khỏe |  |

| 24 tháng 3 năm 2017 | U19 Sông Lam Nghệ An  | 0 - 1 | U19 Hà Nội                                                                                             | Sân vận động Quy Nhơn      |  |
| 18:00               | Mai Sỹ Hoàng (17) 75' |       | Trần Văn Công (37) 53' · Nguyễn Văn Ngọc (22) 82' · Mạch Ngọc Hà (7) 86' · Bùi Hoàng Việt Anh (20) 90' | Trọng tài: Nguyễn Mạnh Hải |  |

| 26 tháng 3 năm 2017 | U19 Hà Nội         | 0-0 | U19 Sanatech Khánh Hòa                             | Sân vận động Quy Nhơn                          |  |
| 15:30               | Lê Đức Hải (6) 57' |     | Lê Xuân Thoại (12) 72' · Nguyễn Minh Chứa (18) 75' | Lượng khán giả: 2,000 Trọng tài: Trần Văn Khỏe |  |

| 26 tháng 3 năm 2017 | U19 PVF                                             | 1-1 | U19 Sông Lam Nghệ An                                | Sân vận động Tây Sơn                          |  |
| 15:30               | Lê Văn Xuân (20) 58' · Nguyễn Khắc Khiêm (11) 90+1' |     | Lại Đức Anh (11) 45+1' 57' · Trần Ngọc Ánh (10) 13' | Lượng khán giả: 5.000 Trọng tài: Vũ Phúc Hoan |  |

### Vòng bán kết
| 28 tháng 3 năm 2017 | U19 Viettel            | 0 - 2 | U19 PVF                                                                                  | Sân vận động Quy Nhơn, Bình Định             |  |
| 15:30               | Lê Xuân Chung (11) 50' |       | Huỳnh Công Đến (26) 64', 90+3' · Nguyễn Trọng Long (28) 12' · Nguyễn Khắc Khiêm (11) 65' | Lượng khán giả: 3.500 Trọng tài: Hà Văn Thức |  |

| 29 tháng 3 năm 2017 | U19 Hà Nội                                                                                    | 2 - 1 | U19 Thừa Thiên Huế                             | Sân vận động Quy Nhơn, Bình Định              |  |
| 15:30               | Lê Văn Nam (9) 37' · Nguyễn Văn Minh (21) 81' · Trần Văn Đạt (10) 86' · Phạm Văn Nam (25) 89' |       | Nguyễn An (5) 85' · Lê Trọng Tuấn Anh (22) 85' | Lượng khán giả: 3.000 Trọng tài: Vũ Phúc Hoan |  |

### Trận chung kết
| 31 tháng 3 năm 2017 | U19 PVF                                                                                        | 2 - 4                          | U19 Hà Nội | Sân vận động Quy Nhơn, Bình Định                                                                |  |
| 15:30               | Lê Văn Xuân (20) 17' · Huỳnh Công Đến (26) 52' · Phan Bá Hoàng (2) 25' · Phạm Quốc Nam (3) 77' | Youtube H1 Youtube H2 Chi tiết | Lê Văn Nam (9) 35', 63' · Đặng Văn Tới (17) 74' · Nguyễn Duy Khiêm (23) 90+2' · Nguyễn Hữu Tuấn (4) 26' · Lê Văn Nam (9) 63' · Đặng Văn Tới (17) 69' · Trần Văn Công (37) 82' | Lượng khán giả: 4.500 Trọng tài: Nguyễn Mạnh Hải Ngô Quốc Toản Lê Nguyễn Thanh Huy Vũ Phúc Hoan |  |

### Truyền hình trực tiếp
Các kênh truyền hình trực tiếp: BTV, VTC6, VFF Channel

## Tổng kết mùa giải
- Đội vô địch: U19 Hà Nội
- Đội hạng nhì: U19 PVF
- Đội hạng ba: U19 Huế Và U19 Viettel
- Đội đoạt phong cách: U19 Huế
- Vua phá lưới: Trần Danh Trung (22) (U19 Viettel) với 6 bàn thắng.
- Thủ môn xuất sắc nhất: Dương Văn Cường (1) (U19 SLNA)
- Cầu thủ xuất sắc nhất: Lê Văn Nam (9) (U19 Hà Nội)